# Phyllotropis
Phyllotropis är ett släkte av insekter. Phyllotropis ingår i familjen hornstritar.
Kladogram enligt Catalogue of Life:
| Phyllotropis | \| \| Phyllotropis cingulata \| \| \| \| \| \| Phyllotropis fasciata \| \| \| \| \| \| Phyllotropis galericulata \| \| \| \| \| \| Phyllotropis nigrolutea \| \| \| \| \| \| Phyllotropis rosea \| \| \| \| \| \| Phyllotropis tococaae \| \| \| \| |
|              | \| \| Phyllotropis cingulata \| \| \| \| \| \| Phyllotropis fasciata \| \| \| \| \| \| Phyllotropis galericulata \| \| \| \| \| \| Phyllotropis nigrolutea \| \| \| \| \| \| Phyllotropis rosea \| \| \| \| \| \| Phyllotropis tococaae \| \| \| \| |
|              | Phyllotropis cingulata |
|              | |
|              | Phyllotropis fasciata |
|              | |
|              | Phyllotropis galericulata |
|              | |
|              | Phyllotropis nigrolutea |
|              | |
|              | Phyllotropis rosea |
|              | |
|              | Phyllotropis tococaae |
|              | |